# Ватагин, Василий Алексеевич
Василий Алексеевич Вата́гин (1 января 1883, Москва — 30 мая 1969, там же) — российский и советский художник, график и скульптор-анималист, педагог, профессор, академик АХ СССР (1957, член-корреспондент 1947), народный художник РСФСР (1964) и лауреат Сталинской премии третьей степени (1952).

## Биография
Родился 20 декабря 1883 (1 января 1884) года в Москве, в семье преподавателя гимназии. Художественное образование начинает получать с 1898 года в студии Н. А. Мартынова. Учился на естественном отделении физико-математического факультета Московского университета (1902—1907), специализируясь на зоологии. Окончил университет со степенью кандидата. Занимался два года в художественной студии К. Ф. Юона (1904—1906). Ещё студентом начал оформлять залы нового здания Зоологического музея Московского университета по приглашению его директора М. А. Мензбира. Готовил таблицы и рисунки для издававшегося Мензибром зоогеографического атласа (1912). В рамках работы над иллюстрациями к «Зоогеографическому атласу» М. А. Мензбира в 1907—1908 годах создал серию акварелей с изображением животных для чего работал в Московском зоопарке и зоологических садах и музеях Франции, Великобритании, Германии, Нидерландов и Бельгии.
С 1908 года стал самостоятельно работать с различными скульптурными материалами — деревом, камнем, фаянсом, костью и др. Будучи в Берлине, под руководством известного немецкого графика Капштейна освоил технику литографии. В этой технике выполнены многие его произведения, в частности альбом «Индия», альбом «Рисунки» — по материалам зарисовок в Московском Зоопарке, серия кавказских пейзажей. Также был членом Московского Товарищества Художников (с 1911 года) и Общества Русских Скульпторов.
В начале XX века много путешествовал. Был на Кавказе, посетил старые русские города и русский Север, Индию, Среднюю Азию и Европу.
В 1909 году состоялась его первая персональная художественная выставка в Москве.

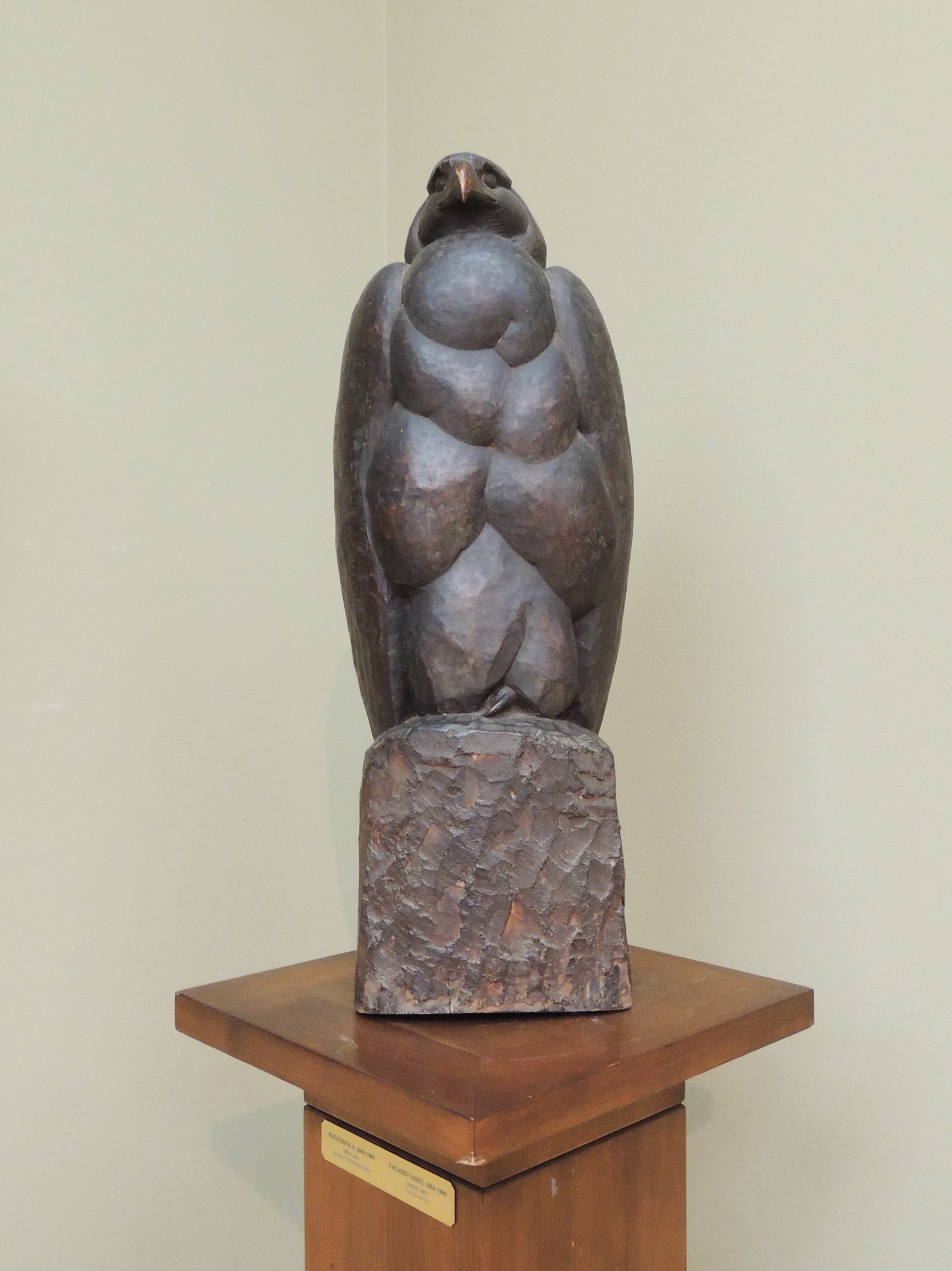
«Орел» (1913, ГТГ)

В 1913—1914 годах художник создал 180 акварелей и рисунков тушью во время поездки на Цейлон и в Индию. По итогам поездки в Индию и на Целон Ватагин позже также создал серию автолитографий «Индия» (1919), картину «Цейлон» (1922) 43 автолитографии и фототипии (1922), издал два выпуска по 11 автолитографий и альбом «Индия. 14 автолитографий В. Ватагина», который был высоко оценен профессионалами.
Осенью 1913 года В. А. Ватагин обвенчался с дочерью художницы Антонины Леонардовны Ржевской — Антониной Николаевной. Тарусский дом Ватагина запечатлен на ее картине «Дом в Тарусе».У них было две дочери: Ирина и Наталья. Дед скульптора Николая Ватагина.
В 1919 году художник преподавал в 1-х Государственных свободных художественных мастерских (Москва), сперва на кафедре скульптуры, затем на кафедре литографии. В 1919 году художник выполнил серию, посвященную попугаям. В 1919—1920 годах автор написал триптихи «Журавли» и «Бобры».
В 1926 году в СССР начало издаваться первое издание «Большой советский энциклопедии», для которой Ватагиным было «дано много иллюстраций».
В 1932 году оформил главный вход Московского Зоопарка (не сохранился, разобран в 1964 году). В 1938 году художник создал живописную серию, посвященной жителям моря.
Проявил он себя и как иллюстратор, оформив большое количество книг, среди которых произведения Р. Киплинга, Д. Лондона, Л. Толстого, Э. Сетон-Томпсона. Он также написал и проиллюстрировал свою собственную книгу «Изображение животного. Записки анималиста» (1957).

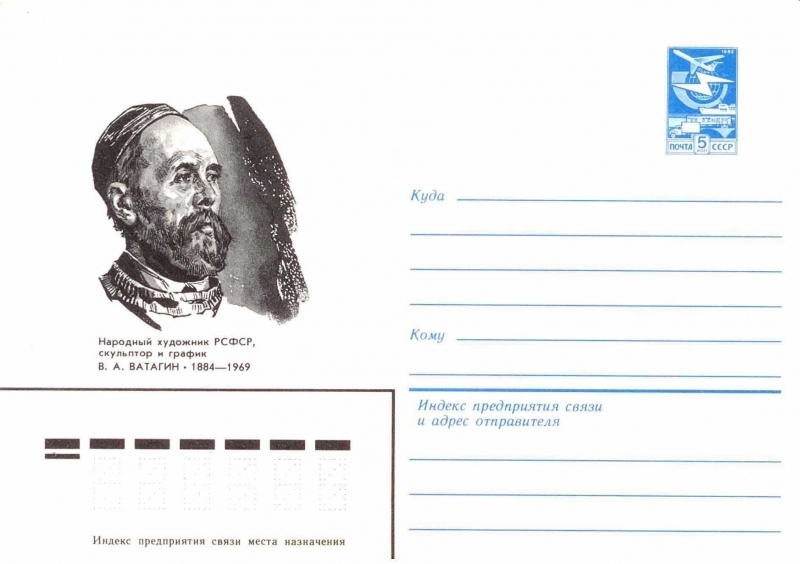
Почтовый конверт с портретом В. А. Ватагина. СССР, 1983 год

Среди учеников В. А. Ватагина — известные художники-анималисты Д. Горлов, Г. Никольский, В. Смирин, В. Трофимов, а также протоиерей А. Мень.
Много лет художник был штатным сотрудником Дарвиновского музея, одним из основателей которого он по праву является: более 400 картин и около 100 скульптур. Сотрудничал с Зоологическим музеем: создал множество панно и скульптур для оформления залов и музейных экспозиций. Работал он и в сфере садово-парковой скульптуры.
В период 1963—1969 годов преподавал на керамическом факультете МВХПУ (Строгановское училище), с 1964 года — в качестве профессора.
Скульптуры Ватагина также высоко оценены. Среди скульптур автора деревянный рельеф «Сидящий кондор» (1908), скульптуры «Обезьяна» (1908), «Моржи» (1909), «Кенгуру» (1921), «Сивуч» (1937). Большая коллекция деревянной скульптуры Ватагина хранится в Третьяковской галерее. В экспозиции Дарвиновского музея хранится более 50 картин и скульптур Ватагина.
Умер Василий Алексеевич 30 мая 1969 года в Москве, похоронен на старом Городском кладбище Тарусы в Калужской области. В Тарусе открыт дом-музей В. А. Ватагина (ул. Пролетарская, 35)
В 2008 году в честь 125-летия со дня рождения художника Дарвиновский музей совместно с Третьяковской галерей подготовили выставки, на которых было показано более 150 произведений автора.

## Творчество

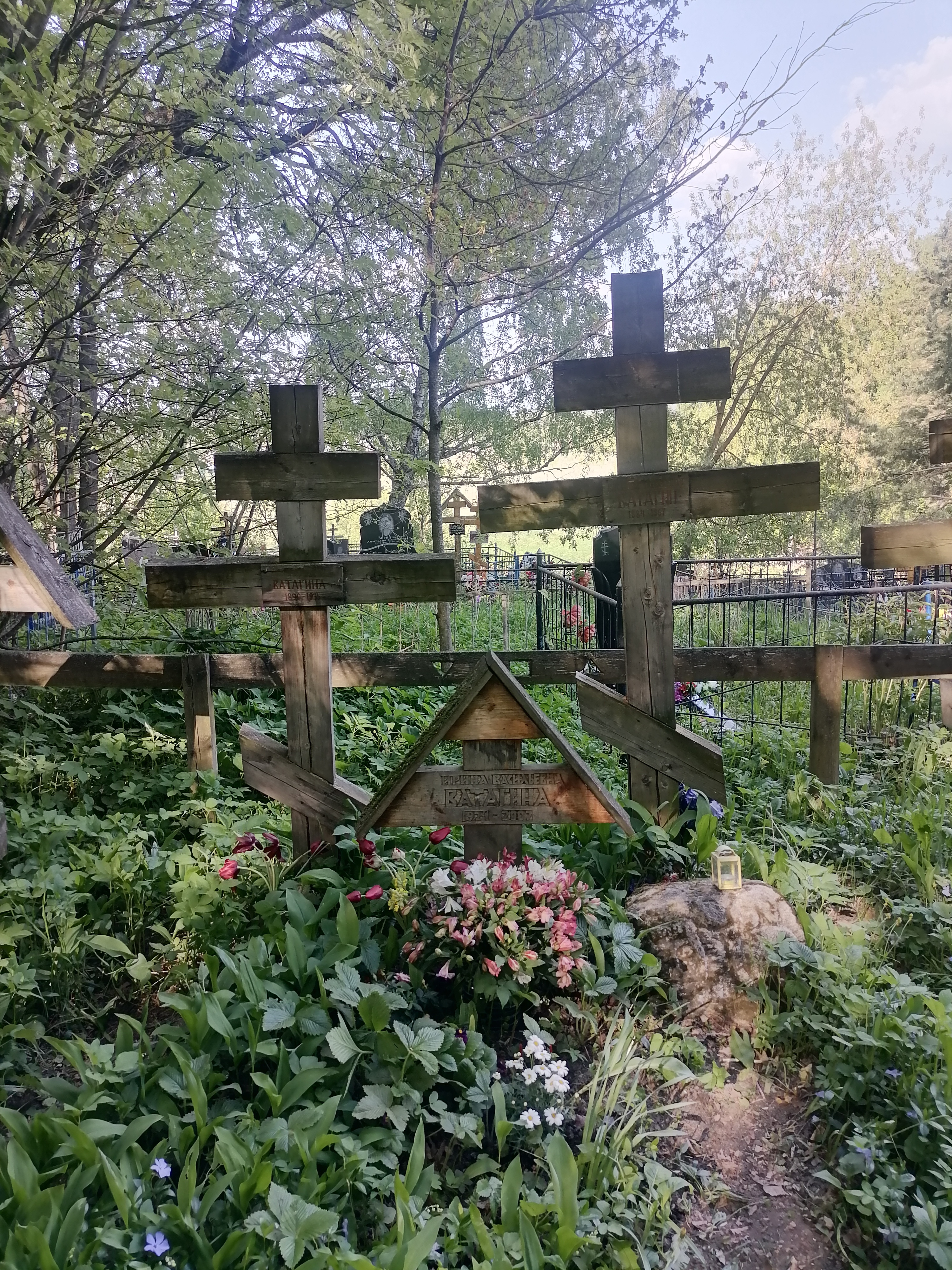
Семейное захоронение Ватагиных в Тарусе

Подход Василия Ватагина отображал собою попытку слить воедино науку и искусство, что долгие годы порождало в художнике внутренний конфликт. Фундаментальные познания зоолога и талант художника вкупе рождали высокопрофессиональные работы. Известный русский естествоиспытатель Климент Тимирязев писал восторженные отзывы о рисунках Ватагина. На мироощущение Ватагина повлияли скульптуры животных Древнего Египта и деревянная готическая пластика. В скульптуре Ватагин умышленно отходил от научного рационализма и сухости своих графических работ, что принципиально отличает его скульптуру от его живописи. Так первый нарком просвещения РСФСР Анатолий Луначарский говорил о том, что скульптуры Ватагина произвели на него огромное впечатление и констатировал в своём обзоре откликов зарубежных СМИ о XIV выставке в Венеции, что «почти все критики с похвалой отмечают скульптуру Ватагина». Советские искусствоведы также особенно тепло отзывались о творчестве Василия Ватагина. В их числе собиратель коллекции работ Ватагина и автор книг о его творчестве Валентина Тиханова и заслуженный деятель искусств РСФСР Алексей Фёдоров-Давыдов, а советский скульптор и заслуженный художник РСФСР Андрей Марц прямо называл лучшей работой Ватагина — «Удава из тарусского камня». Ватагина увлекала не столько форма, сколько поиски психологии животного. «У зверей и птиц меня всегда привлекает выражение их разнообразных чувств и эмоций. Богатая выразительность физиономий зверей и птиц даёт материал для их подлинных портретов». — писал Василий Ватагин.

## Наиболее известные работы

Мемориальная доска В. А. Ватагину в Лазаревском

Произведения художника находятся в экспозициях многих музеев, таких как Третьяковская галерея, Русский музей, Национальный исторический музей Республики Беларусь, Львовская галерея искусств, Литовский художественный музей, Тарусская картинная галерея и других. Крупнейшим собранием анималистической живописи, графики и скульптуры художника обладает Государственный Дарвиновский музей.
- Обезьяний шкаф (1908—1909)
- Удав (1911), камень тарусский — Третьяковская галерея
- Голова белого медведя (1911)
- Орел (1913)
- Тигр (1925—1926), бронза — Третьяковская галерея
- Кречет (1936)
- Семья бегемотов (1954)
- Кот-манул (1957), керамика — Русский музей
- Панда (1964)

## Награды и премии
- Народный художник РСФСР (1964)
- Сталинская премия третьей степени (1952) — за скульптурные работы на анималистические темы
- Государственная премия РСФСР имени И. Е. Репина (1968) — за серию анималистических скульптур

## Память
- Московская художественная школа имени В. А. Ватагина